# Краснопіль (Роздільнянський район)
Краснопі́ль — село в Україні, в Затишанській селищній територіальній громаді Роздільнянського району Одеської області. Населення становить 53 осіб.
До 17 липня 2020 року було підпорядковане Захарівському району, який був ліквідований.

## Історія
1898 та 1899 року у маєтку сім'ї Цакні побував Іван Бунін з дружиною.

## Населення
Згідно з переписом 1989 року населення села становило 101 особа, з яких 41 чоловік та 60 жінок.
За переписом населення 2001 року в селі мешкали 53 особи.

### Мова
Розподіл населення за рідною мовою за даними перепису 2001 року:
| Мова       | Відсоток |
| ---------- | -------- |
| українська | 92,45 %  |
| російська  | 3,77 %   |
| молдовська | 3,77 %   |